# Pimpla speculifera
Pimpla speculifera är en stekelart som beskrevs av Forster 1888. Pimpla speculifera ingår i släktet Pimpla och familjen brokparasitsteklar. Inga underarter finns listade i Catalogue of Life.